# Grotella vauriae
Grotella vauriae là một loài bướm đêm thuộc chi Grotella, trong họ Noctuidae.Loài này được tìm thấy ở Bắc Mỹ, bao gồm Texas, nơi đặc trưng của nó.